# Luttange
Luttange là một xã trong vùng hành chính Lothringen, thuộc tỉnh Moselle, quận Thionville-Est, tổng Metzervisse. Tọa độ địa lý của xã là 49° 16' vĩ độ bắc, 06° 18' kinh độ đông. Luttange nằm trên độ cao trung bình là 295 mét trên mực nước biển, có điểm thấp nhất là 195 mét và điểm cao nhất là 299 mét. Xã có diện tích 12,83 km², dân số vào thời điểm 1999 là 752 người; mật độ dân số là 58 người/km². Luttange nằm khoảng 15 km về phía đông nam của Thionville, thuộc Pháp từ năm 1659.

## Thông tin nhân khẩu
| 1962 | 1968 | 1975 | 1982 | 1990 | 1999 |
| ---- | ---- | ---- | ---- | ---- | ---- |
| 433  | 456  | 574  | 604  | 682  | 752  |